# Eopaussus
Eopaussus is een geslacht van kevers uit de familie van de loopkevers (Carabidae). De wetenschappelijke naam van het geslacht is voor het eerst geldig gepubliceerd in 1926 door Wasmann.

## Soorten
Het geslacht Eopaussus omvat de volgende soorten:
- Eohomopterus aequatoriensis (Wasmann, 1899)
- Eohomopterus centenarius Luna de Carvalho, 1960